# Casa Pere Carbó i Rovira

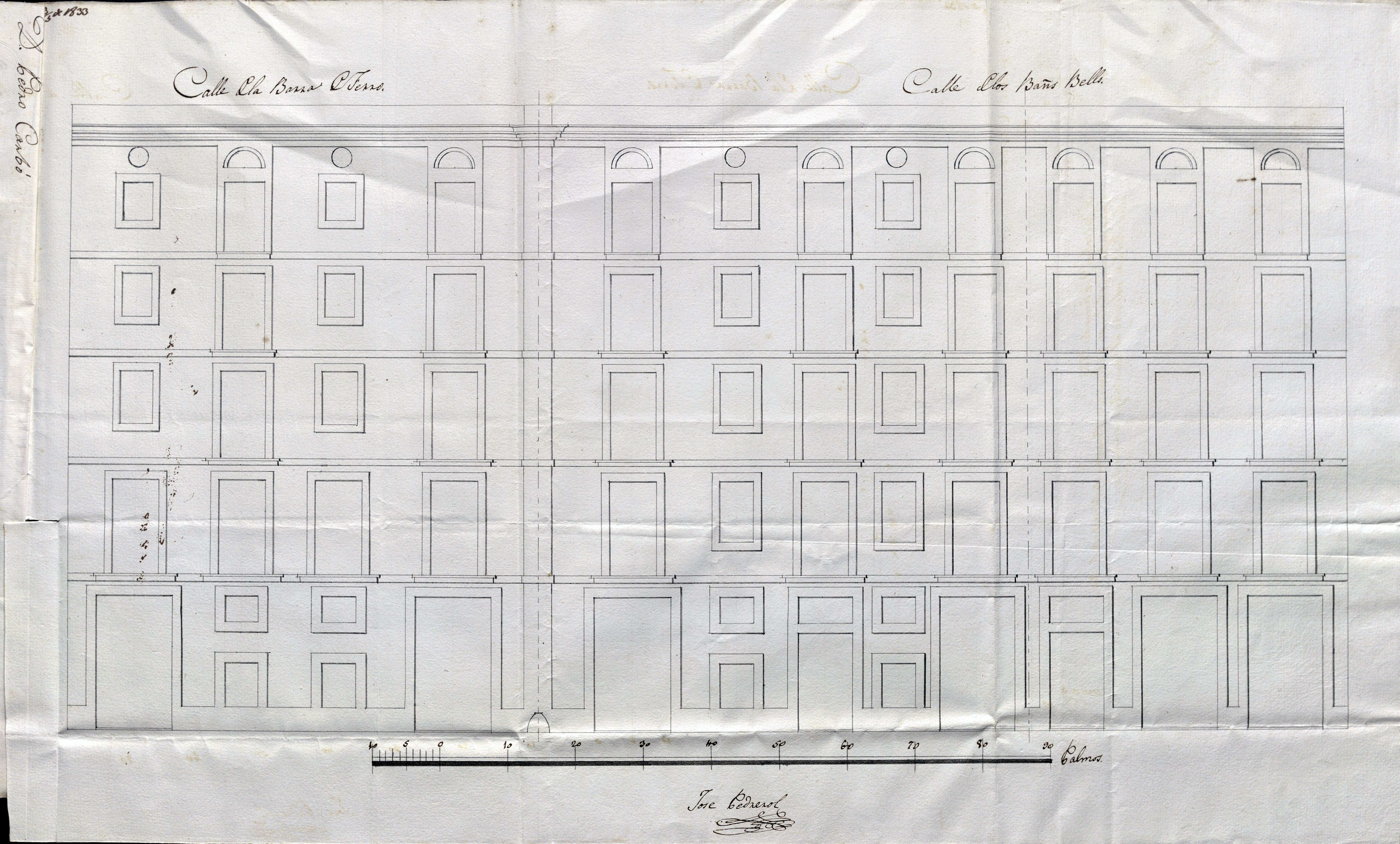
Alçat de la façana, de Josep Pedrerol (1832)

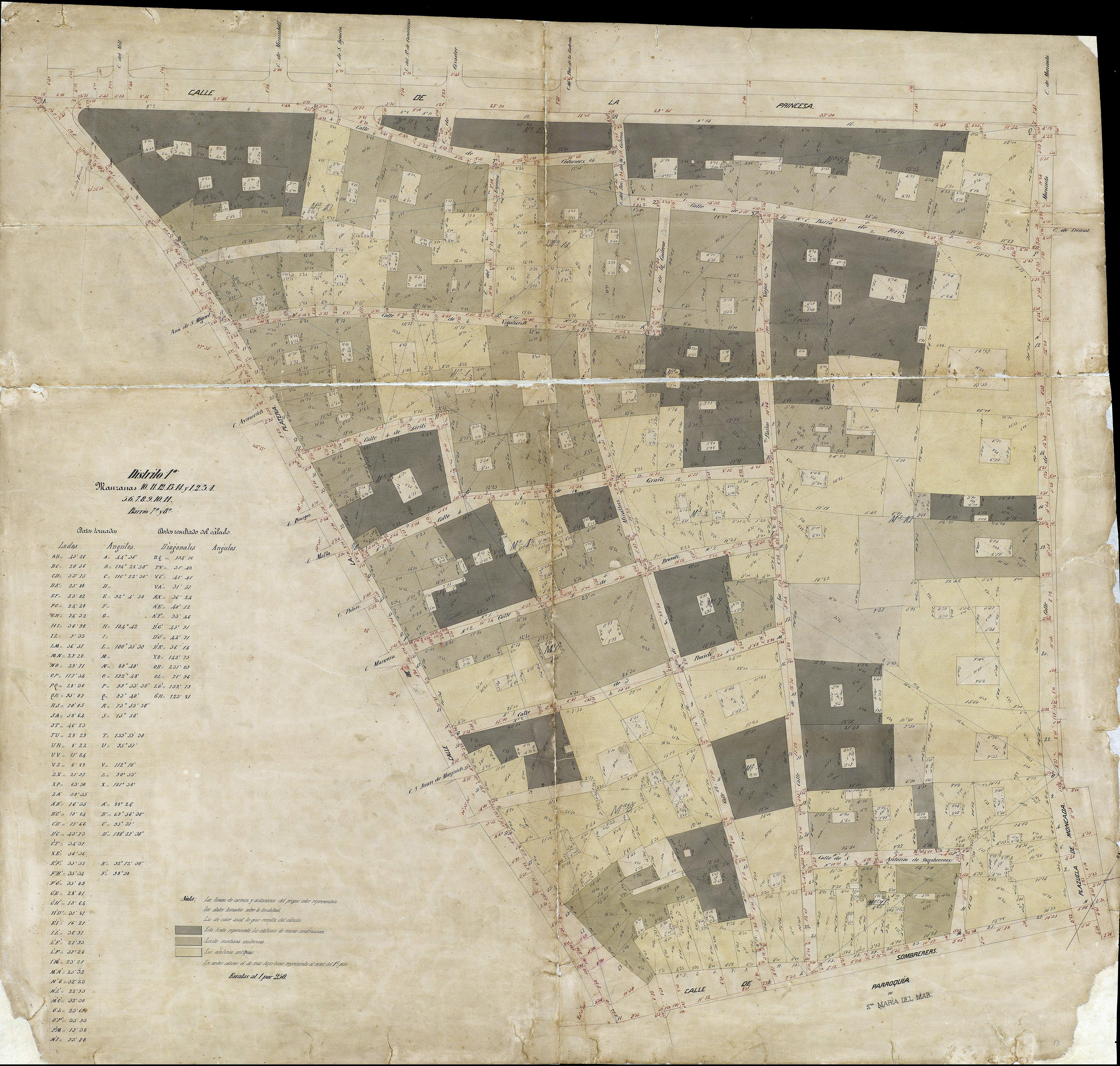
Quarteró núm. 13 de Garriga i Roca (c. 1860)

La casa Pere Carbó i Rovira és un edifici situat als carrers dels Banys Vells i de la Barra de Ferro de Barcelona, catalogat com a bé amb elements d'interès (categoria C).

## Història
El 1831, l'indià de Sant Sadurní d'Anoia Pere Carbó i Rovira (1792-1850) va adquirir en emfiteusi al també indià Joan Roig i Vidal dues cases als carrers de la Barra de Ferro i dels Banys Vells, i l'any següent, va demanar permís per a reedificar-les, segons el projecte del mestre de cases Josep Pedrerol.
Emigrat a Cuba, el 1841 va retornar a Barcelona, deixant-hi el seu germà Miquel amb poders per a gestionar els negocis, i tot seguit, va participar en diverses empreses tèxtils. Una d'elles fou una filatura de cotó (1842) al carrer d'en Robador, 24-26 sota la raó social Josep Vallès i Cia (vegeu ).

### Nissaga Carbó
El 1822 es va casar a Vilanova i la Geltrú amb Magdalena Ferrer i Fontanals (1802-1858), amb qui tingué quatre fills:
- Magdalena Carbó i Ferrer (1824-1872),[11] que el 1845 es casà amb el seu oncle Miquel Carbó i Rovira (c. 1808-1885).[12][13][3]
- Madrona Carbó i Ferrer (1831-1910),[14] que es casà amb l'indià Joaquim Casas i Gatell (1802-1878).[15][16] Tingueren tres fills:
  - Dolors Casas i Carbó (1856-1938),[17] casada amb Agustí Biosca i Casanovas (c. 1850-1917).[18]
  - Joaquim Casas i Carbó (1858-1943),[19] casat amb Aurora Massó i Verdaguer.[20]
  - Mercè Casas i Carbó (1861-1901),[21] casada amb Josep Maria Vilanova i Santomà (1853-1925).[22][23]
- Elisa Carbó i Ferrer (c. 1836-1912),[24][25] casada el 1859 amb el també indià Ramon Casas i Gatell (1817-),[26] germà de l'anterior.[16] Van tenir tres fills:
  - Montserrat Casas i Carbó (1860-1922),[27] que es casà el 1890 amb l'enginyer madrileny Eduardo Nieto Algora (c. 1861-1914).[28] La seva filla Maria Caterina Nieto i Casas (†1923) fou cinquena marquesa de Villamizar.[29]
  - Ramon Casas i Carbó (1866-1932),[30] pintor, que es casà amb la seva model Júlia Peraire i Ricarte (1888-1941).[31][32]
  - Elisa Casas i Carbó (1868-1960),[33] que es casà amb l'enginyer barceloní Josep Codina i Prats (1864-1901),[34] que intervingué en la construcció de la seva casa al passeig de Gràcia, 94 i la dels seus cunyats al núm. 96 (vegeu Cases Codina i Casas-Carbó).
- Enric Carbó i Ferrer (1836-1901),[35][36][3] que es casà amb Carme Juncadella i Oliva,[37] filla del fabricant Jeroni Juncadella i Casanovas i a qui va dedicar la torre «Villa Carmen» al Mas Gener de Santa Eugènia de Berga. Tenia el despatx al carrer del Dormitori de Sant Francesc (actualment Josep Anselm Clavé), 9,[38] i heretà la casa del carrer dels Banys Vells.[39] Fou director del ferrocarril de Mollet a Caldes de Montbui.[40]

## Descripció
Es tracta d'un edifici en cantonada de planta baixa (desdoblada en semisoterrani i entresol) i quatre pisos. Els baixos són de pedra de Montjuïc, igual que les llosanes dels balcons (amb el motllurat típic de l'època que es prolonga formant una imposta a nivell dels forjats) i l'emmarcament de les obertures (en aquest cas sense motllures), amb alternància de balcons i finestres. El parament té un estuc que imita lleugerament falsos carreus, i la cantonada és arrodonida. Les finestres de la cambra de ventilació són o bé semicirculars (sobre els balcons) o bé circulars (sobre les finestres), solució inspirada en el model dissenyat per Josep Mas i Vila per als edificis del principi del carrer de Ferran. El coronament té una doble cornisa amb permòdols.